# Dinotoperla vulcanica
Dinotoperla vulcanica är en bäcksländeart som beskrevs av Günther Theischinger 1982. Dinotoperla vulcanica ingår i släktet Dinotoperla och familjen Gripopterygidae. Inga underarter finns listade i Catalogue of Life.